# Huron (Nueva York)
Huron es un pueblo ubicado en el condado de Wayne en el estado estadounidense de Nueva York. En el año 2000 tenía una población de 2,117 habitantes y una densidad poblacional de 21 personas por km².

## Geografía
Huron se encuentra ubicado en las coordenadas 42°14′24″N 76°59′39″O / 42.24000, -76.99417.

## Demografía
Según la Oficina del Censo en 2000 los ingresos medios por hogar en la localidad eran de $41,389, y los ingresos medios por familia eran $47,656. Los hombres tenían unos ingresos medios de $34,205 frente a los $25,500 para las mujeres. La renta per cápita para la localidad era de $19,648. Alrededor del 12.6% de la población estaban por debajo del umbral de pobreza.